# Діола (народ)
Діола (джола, йола) – народ у Західній Африці.

## Територія проживання, чисельність, мова і релігія
Діола проживають переважно у Сенегалі — вздовж річки Казаманка, між джунглями та Атлантичним океаном, а також у Гамбії та Гвінеї-Бісау. 
Загальна чисельність — бл. 0,6 млн осіб, в тому числі в Сенегалі бл. 500 тис. осіб.
Один з західно-атлантичних народів. За релігією діола — прибічники традиційних вірувань та частково мусульмани-суніти.

## Історія, господарство, суспільство
У XIV — XV століттях діола створили ранньополітичні державні утворення, залежні від держави Малі.  
Діола культивують переважно рис, розводять худобу і свиней. Зайняті у торгівлі та риболовлі. 
Основу соціальної організації діола складає сільська община. Життя модернізується, однак ознаки ідентичності зберігаються.